# The Disastrous Life of Saiki K.
The Disastrous Life of Saiki K. (jap. 斉木楠雄のΨ難 Saiki Kusuo no sai-nan) – manga autorstwa Shūichiego Asō, publikowana na łamach magazynu „Shūkan Shōnen Jump” wydawnictwa Shūeisha od maja 2012 do lutego 2018.
Na bazie mangi studio J.C.Staff stworzyło serial anime, który emitowano od lipca do grudnia 2016. Drugi sezon był emitowany od stycznia do czerwca 2018. 6-odcinkowy sequel zatytułowany The Disastrous Life of Saiki K.: Reawakened miał swoją premierę w serwisie Netflix w grudniu 2019.
W październiku 2017 wydany został także film live action w reżyserii Yuichiego Fukudy.

## Fabuła
Kusuo Saiki jest licealistą skrywającym niezwykły sekret – posiada szeroką gamę zdolności parapsychicznych, takich jak psychokineza i teleportacja. Mimo swoich mocy, dokłada wszelkich starań, aby ukryć je przed wszystkimi w szkole. W trakcie serii Kusuo znajduje się w pozornie zwyczajnych sytuacjach, w których dyskretnie używa swoich zdolności, by pokonywać napotykane wyzwania. Na swojej drodze spotyka wiele wyjątkowych osób, z których każda ma swoje własne problemy. Pomimo tego, Kusuo sprytnie wykorzystuje swoje zdolności, aby pomagać innym bez zwracania na siebie uwagi.

## Bohaterowie
- Kusuo Saiki (jap. 斉木 楠雄 Saiki Kusuo)

Seiyū: Hiroshi Kamiya 
- Riki Nendo (jap. 燃堂 力 Nendō Riki)

Seiyū: Daisuke Ono 
- Shun Kaido (jap. 海藤 瞬 Kaidō Shun)

Seiyū: Nobunaga Shimazaki 
- Kokomi Teruhashi (jap. 照橋 心美 Teruhashi Kokomi)

Seiyū: Ai Kayano 
- Aren Kuboyasu (jap. 窪谷須 亜蓮 Kuboyasu Aren)

Seiyū: Yoshimasa Hosoya 
- Kineshi Hairo (jap. 灰呂 杵志 Hairo Kineshi)

Seiyū: Satoshi Hino 
- Kuniharu Saiki (jap. 斉木 國春 Saiki Kuniharu)

Seiyū: Mitsuo Iwata 
- Kurumi Saiki (jap. 斉木 久留美 Saiki Kurumi)

Seiyū: Rikako Aikawa 

## Manga
Manga początkowo była publikowana w formie one-shotów. Pierwszy z nich ukazał się 16 sierpnia 2010 w magazynie „Jump Next!”. Kolejne rozdziały były publikowane nieregularnie na łamach „Shūkan Shōnen Jump” od 9 maja do 21 listopada 2011. Ukazały się również w numerze „Jump Next!” z zimy 2012, który został wydany 26 grudnia 2011. Następnie zostały zebrane w pojedynczym tankōbonie oznaczonym jako tom 0, który opublikowano 2 maja 2012. Regularna serializacja mangi rozpoczęła się 14 maja tego samego roku w czasopiśmie „Shūkan Shōnen Jump” i trwała do 26 lutego 2018. Po jej zakończeniu, krótka seria czteropanelowych rozdziałów była również publikowana w tym samym magazynie.  Asō opublikował również one-shoty w magazynie „Jump GIGA” 25 maja i 26 lipca 2018. Wydawnictwo Shūeisha zebrało 281 rozdziałów mangi w 26 tankōbonach, wydawanych od 4 września 2012 do 3 sierpnia 2018.
| Nr | Data wydania (język japoński) | ISBN (język japoński)  |
| -- | ----------------------------- | ---------------------- |
| 0  | 2 maja 2012                   | ISBN 978-4-08-870455-5 |
| 1  | 4 września 2012               | ISBN 978-4-08-870504-0 |
| 2  | 4 grudnia 2012                | ISBN 978-4-08-870556-9 |
| 3  | 4 stycznia 2013               | ISBN 978-4-08-870621-4 |
| 4  | 2 maja 2013                   | ISBN 978-4-08-870652-8 |
| 5  | 4 lipca 2013                  | ISBN 978-4-08-870768-6 |
| 6  | 4 września 2013               | ISBN 978-4-08-870806-5 |
| 7  | 4 grudnia 2013                | ISBN 978-4-08-870853-9 |
| 8  | 4 kwietnia 2014               | ISBN 978-4-08-880027-1 |
| 9  | 4 lipca 2014                  | ISBN 978-4-08-880072-1 |
| 10 | 4 września 2014               | ISBN 978-4-08-880175-9 |
| 11 | 4 grudnia 2014                | ISBN 978-4-08-880224-4 |
| 12 | 4 lutego 2015                 | ISBN 978-4-08-880304-3 |
| 13 | 1 maja 2015                   | ISBN 978-4-08-880355-5 |
| 14 | 4 sierpnia 2015               | ISBN 978-4-08-880426-2 |
| 15 | 3 października 2015           | ISBN 978-4-08-880462-0 |
| 16 | 4 stycznia 2016               | ISBN 978-4-08-880582-5 |
| 17 | 4 kwietnia 2016               | ISBN 978-4-08-880652-5 |
| 18 | 4 lipca 2016                  | ISBN 978-4-08-880728-7 |
| 19 | 4 października 2016           | ISBN 978-4-08-880791-1 |
| 20 | 31 grudnia 2016               | ISBN 978-4-08-880887-1 |
| 21 | 4 kwietnia 2017               | ISBN 978-4-08-881047-8 |
| 22 | 4 lipca 2017                  | ISBN 978-4-08-881180-2 |
| 23 | 4 października 2017           | ISBN 978-4-08-881211-3 |
| 24 | 4 stycznia 2018               | ISBN 978-4-08-881315-8 |
| 25 | 4 kwietnia 2018               | ISBN 978-4-08-881377-6 |
| 26 | 3 sierpnia 2018               | ISBN 978-4-08-881539-8 |

## Anime
16-minutowy odcinek ONA stworzony w technologii flash, zatytułowany Chōnōryokusha to baka to shikkoku no tsubasa, został udostępniony na platformie Jump Live 4 sierpnia 2013.
2 maja 2016 redakcja magazynu „Shūkan Shōnen Jump” poinformowała o pracach nad adaptacją anime. Seria została wyprodukowana przez studio J.C.Staff i Egg Firm, za reżyserię odpowiadał Hiroaki Sakurai, scenariusz napisała Michiko Yokote, a postacie zaprojektował Masayuki Onji. Serial zadebiutował 4 lipca 2016 na antenie TV Tokyo, a każdy odcinek był emitowany codziennie rano w dni powszednie. Pod koniec każdego tygodnia nadawano także odcinki kompilacyjne. Cała seria składała się ze 120 odcinków oraz 24 dodatkowych odcinków kompilacyjnych, emitowanych w ramach programu Oha Suta.
24-odcinkowy drugi sezon był emitowany od 17 stycznia do 27 czerwca 2018. W ostatnim odcinku tego sezonu zapowiedziano powstanie odcinka specjalnego. Jego premiera miała miejsce 28 grudnia 2018.
24 marca 2019 ogłoszono, że nowa seria anime zostanie wydana w serwisie Netflix, a obsada i ekipa produkcyjna powrócą do prac nad projektem. 6-odcinkowy serial, zatytułowany The Disastrous Life of Saiki K.: Reawakened, zadebiutował globalnie 30 grudnia 2019 na platformie Netflix. Chociaż seria ta nie jest pełnometrażowym sezonem, Netflix uznaje ją za czwarty sezon, podczas gdy odcinek specjalny został sklasyfikowany jako sezon trzeci.

### Ścieżka dźwiękowa
| Seria          | Odcinki  | Tytuł                                                | Wykonawca     | Źródło   |
| Czołówka       | Czołówka | Czołówka                                             | Czołówka      | Czołówka |
| -------------- | -------- | ---------------------------------------------------- | ------------- | -------- |
| 1              | 1–12     | „Seishun wa zankoku janai” (jap. 青春は残酷じゃない) | Natsuki Hanae | [ 50 ]   |
| 1              | 13–24    | „Sai Psi sai kōchō!” (jap. 最Ψ最好調！)              | Dempagumi.inc | [ 51 ]   |
| 2              | 1–12     | „Psilent Prisoner” (jap. Ψレントプリズナー)          | Psychic Lover | [ 44 ]   |
| 2              | 13–24    | „Oteage Psychics” (jap. お手上げサイキクス)          | Shiggy Jr.    | [ 52 ]   |
| Napisy końcowe |          |                                                      |               |          |
| 1              | 1–12     | „Psi desu - I Like You” (jap. Ψです I LIKE YOU)      | Dempagumi.inc | [ 50 ]   |
| 1              | 13–24    | „Kokoro” (jap. こころ)                               | Natsuki Hanae | [ 50 ]   |
| 2              | 1–12     | „Psi hakkenden!” (jap. Ψ発見伝！)                    | Dempagumi.inc | [ 53 ]   |
| 2              | 13–24    | „Duet shite kudasai” (jap. Duet♥してくだΨ)           | Psychic Lover | [ 54 ]   |

## Film live action
Film live action na podstawie mangi miał premierę w japońskich kinach 21 października 2017. Za reżyserię i scenariusz odpowiadał Yuichi Fukuda.